# HMS London (69)
Pour les autres navires du même nom, voir HMS London.
Le HMS London (pennant number C69) est un croiseur lourd de classe County (sous-classe London) construit pour la Royal Navy à la fin des années 1920.

## Historique

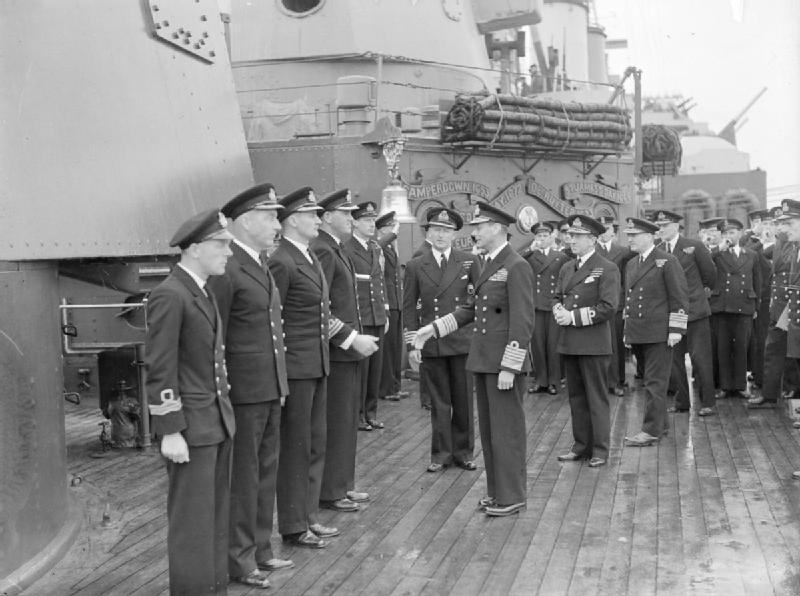
George VI à Scapa Flow, rencontrant les officiers du HMS London alignés sur le pont à côté de l'une des tourelles de 8 pouces.

Le London prend à son bord une centaine de militaires portugais rebelles après leur défaite lors la révolte de Madère le 2 mai 1931 mais les livre ensuite au gouvernement.
Le London sert dans la 1re escadron de croiseurs jusqu'en mars 1939 et prend part, avec son navire jumeau Shropshire, à l'évacuation de milliers de civils de Barcelone pendant la guerre civile espagnole. De mars 1939 à mars 1941, il est en cale sèche à l'arsenal de Chatham pour une reconstruction.
Le London participe à la traque du cuirassé allemand Bismarck en mai 1941. Après de nouvelles réparations d'octobre 1941 jusqu'en février 1942, le croiseur opéra de mars 1942 à novembre 1942 dans l'Atlantique Nord pour assurer la protection des convois en compagnie de plusieurs navires de guerre américains. Cette période d'opérations dans la mer agitée de l'Atlantique provoqua des fissures de la coque et la rupture de rivets cloqués dans sa coque inférieure, obligeant le navire à retourner en cale sèche en décembre 1942 pour renforcer la coque et installer un radar plus récent. Achevés en mai 1943, le navire effectue des essais en mer jusqu'en juillet avant d'opérer au large de la côte sud-africaine et dans l'Eastern Fleet jusqu'à la fin de la guerre.
Après la Seconde Guerre mondiale, étant le seul croiseur à être équipé de canon de 8 pouces modernisé, il est réaménagé pour reprendre le service au début de 1946 pour lui permettre de servir dans la flotte d'après-guerre. Après un radoub, il fait route vers l'Extrême-Orient en 1946 où il sert pendant les trois années suivantes dans la China Station.
Durant la Guerre civile chinoise, il est endommagé par les forces communistes dans le fleuve Yangtze alors qu'il s’apprêtait à secourir la frégate HMS Amethyst en difficulté. Le London se replie et retourne à Hong Kong pour des réparations qui dureront jusqu'à la fin de juillet.
Il resta dans les eaux chinoises jusqu'en août 1949, date à laquelle il est relevé par le HMS Kenya. Il retourna au Royaume-Uni à l'automne 1949 et fut placé en réserve dans la rivière Fal jusqu'à sa vente pour démolition en 1950.

## Galerie

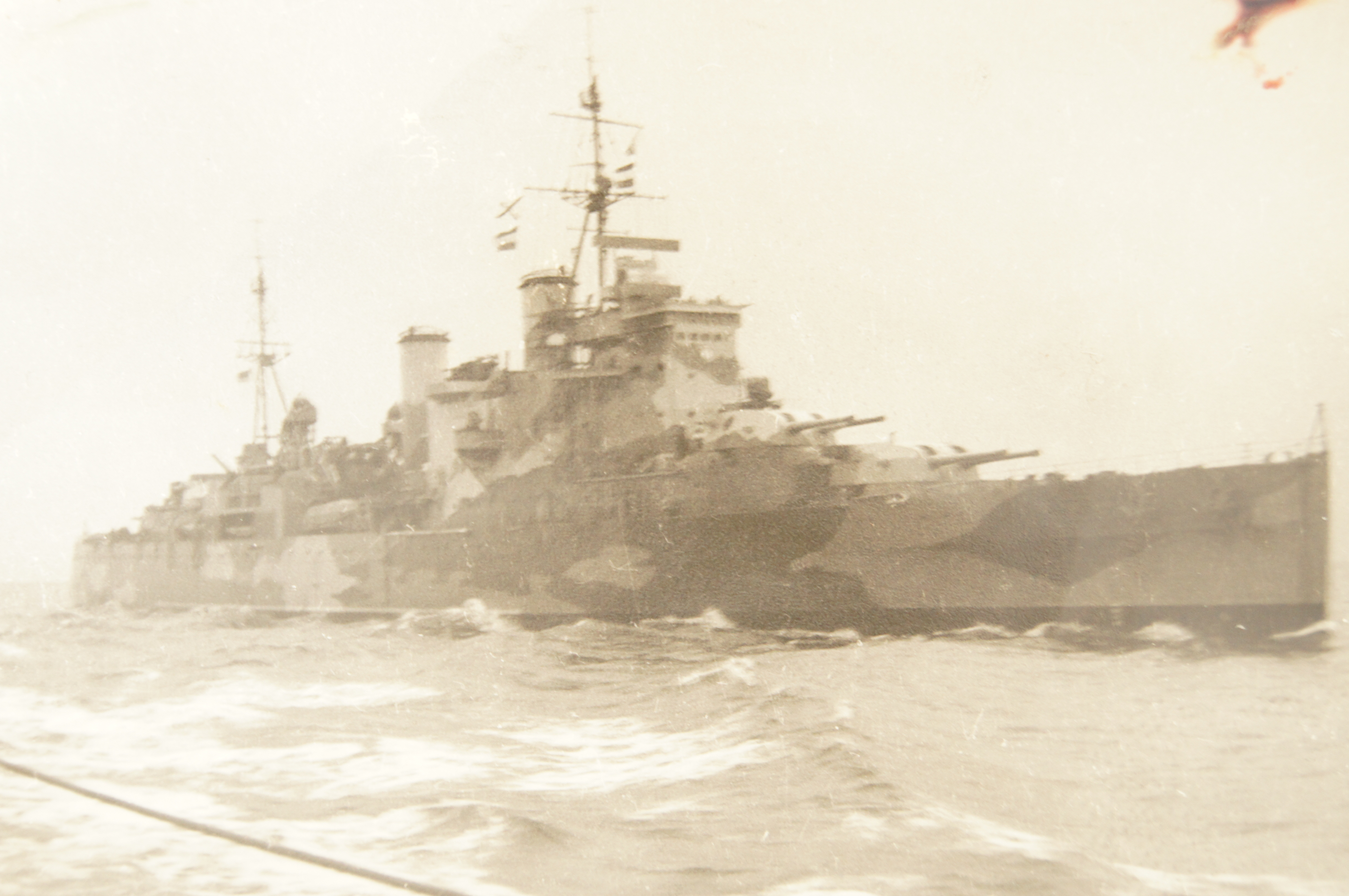
Photo du HMS London en 1941.
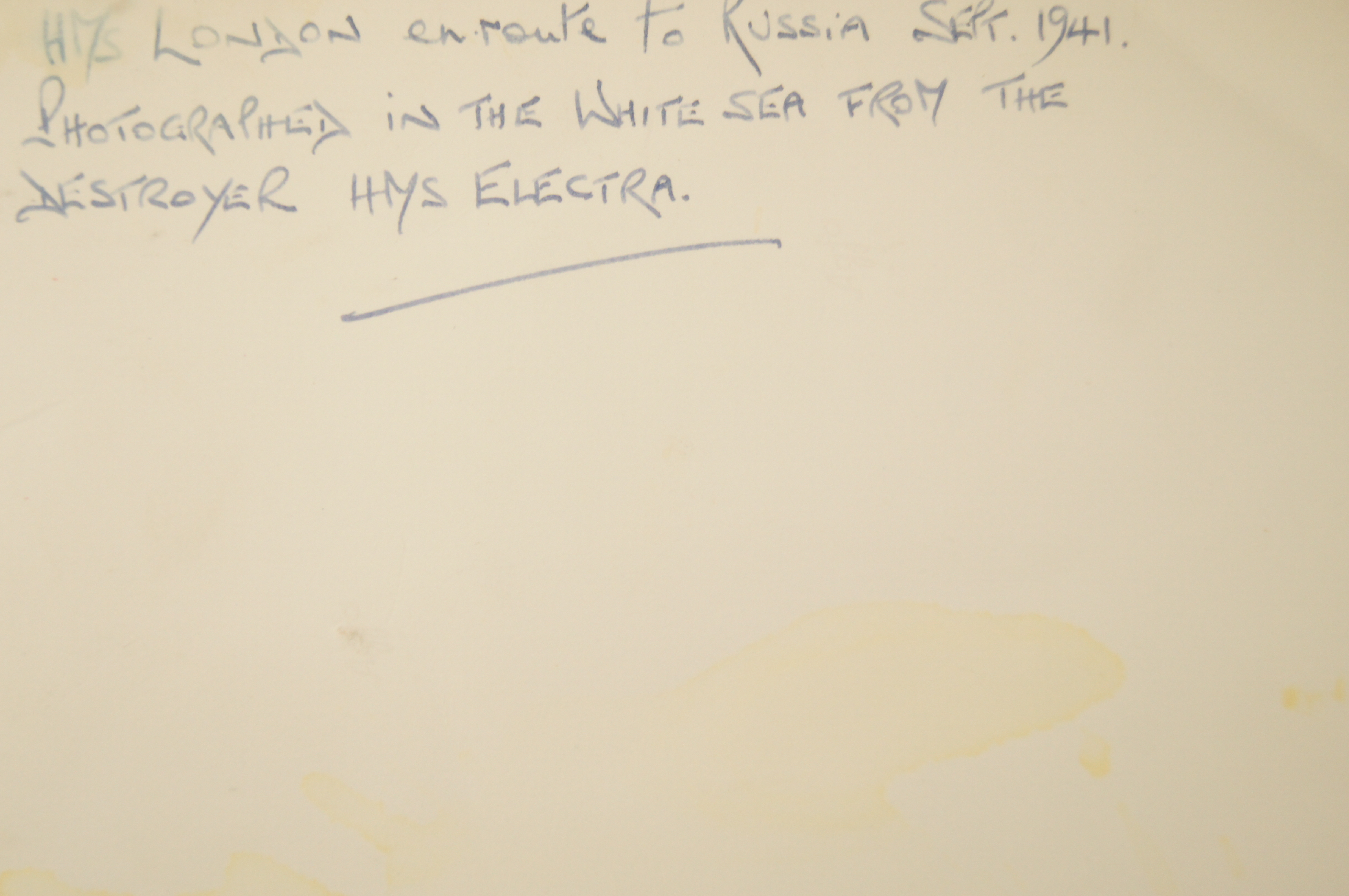
Le dos de la même photo avec des informations.
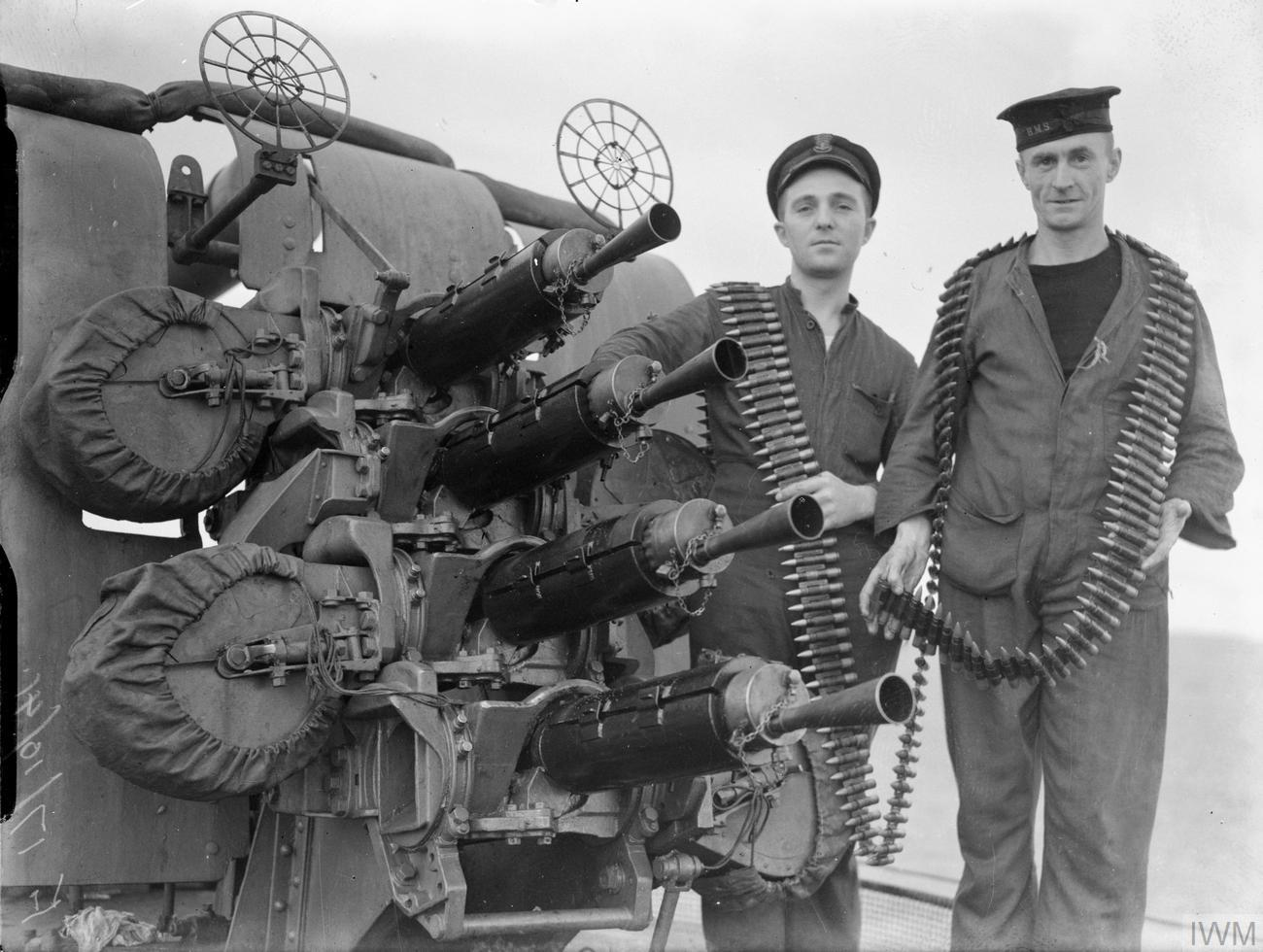
L'équipe d'artillerie d'un canon Vickers quadruple à bord du London.
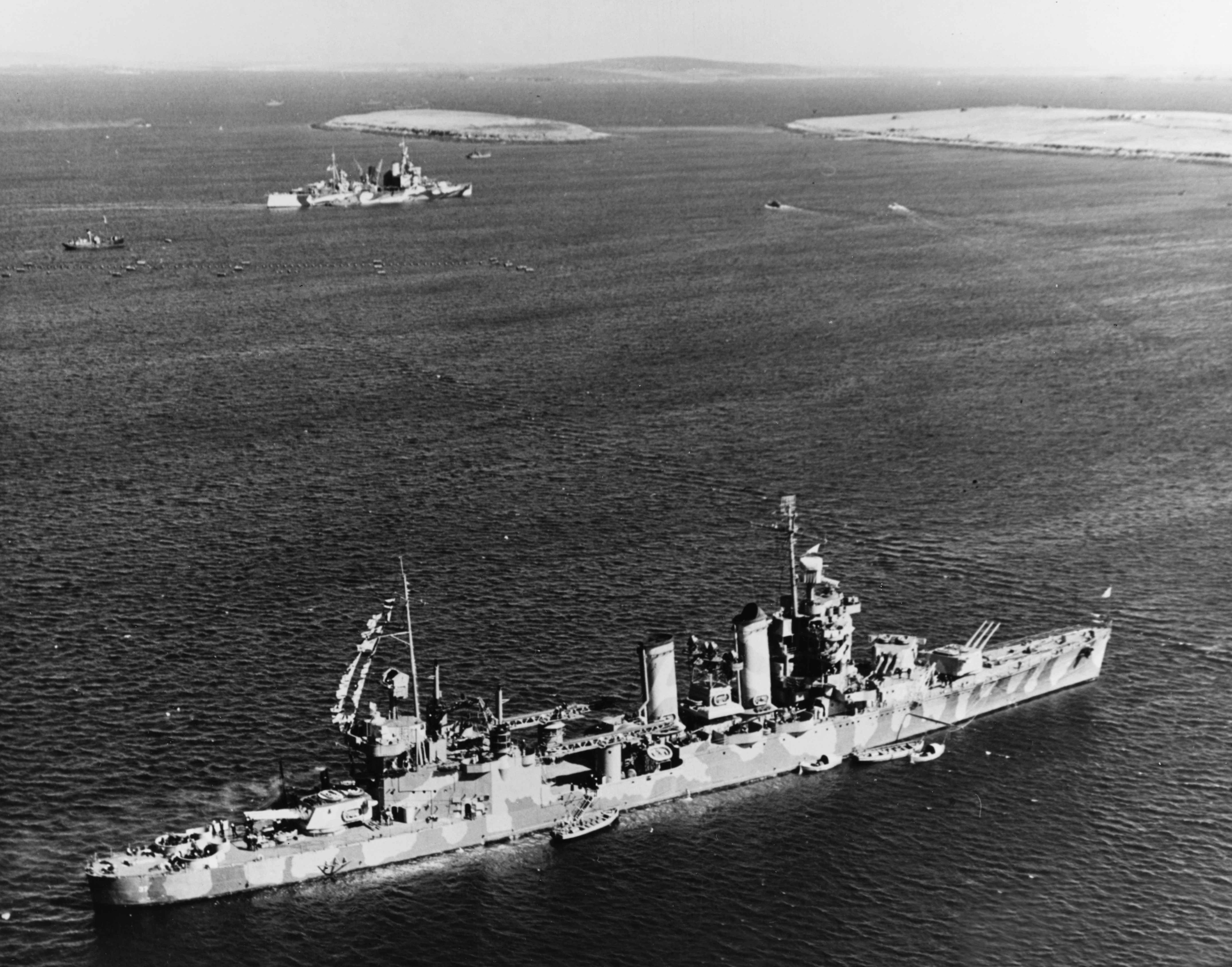
Le croiseur lourd américain USS Tuscaloosa amarré à Scapa Flow en avril 1942. Le London est en arrière-plan.
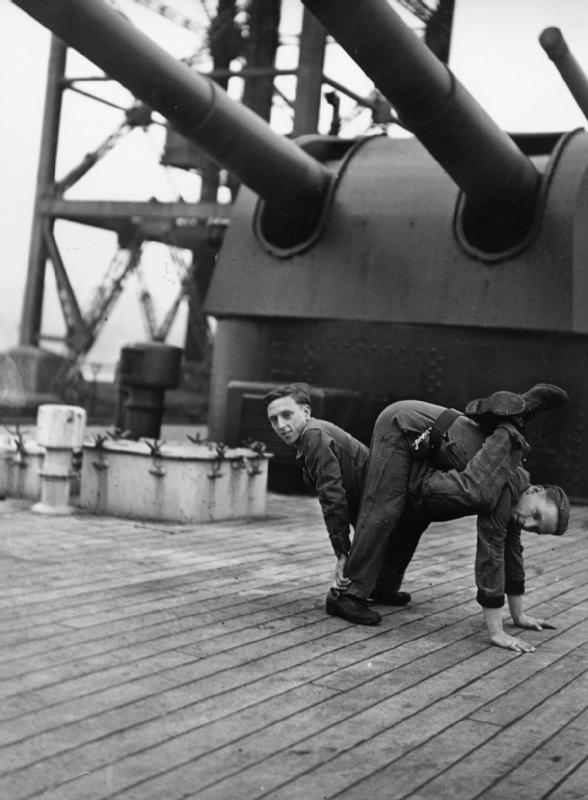
Marins sur le pont du London. L'une de ses tourelles de 8 pouces est visible en arrière-plan.